# Pseudoconnarus subtriplinervis
Pseudoconnarus subtriplinervis là một loài thực vật có hoa trong họ Connaraceae. Loài này được (Radlk.) G.Schellenb. miêu tả khoa học đầu tiên năm 1920.